# Anserma

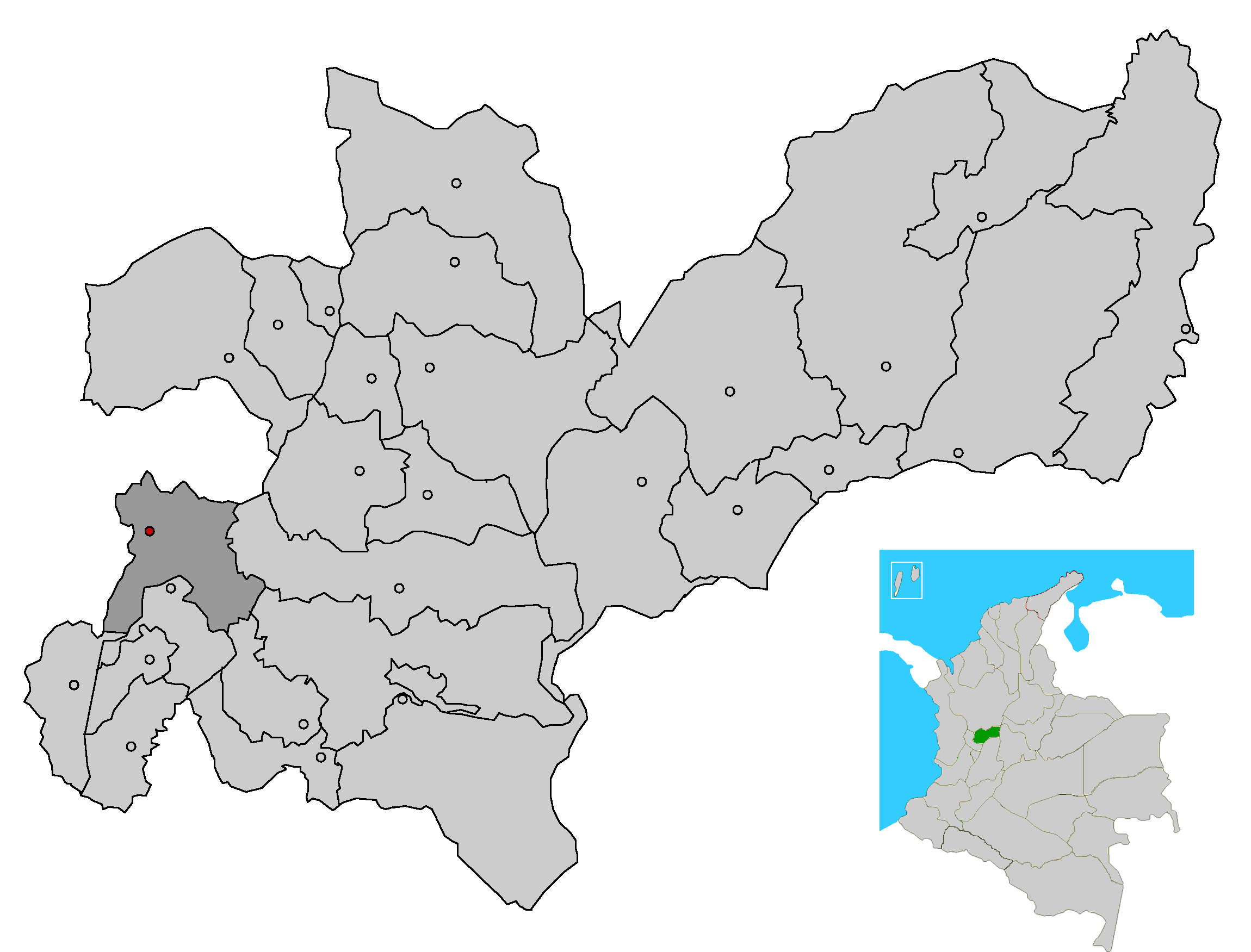
Localização de Anserma no departamento de Caldas.

Anserma é um município localizado no departamento colombiano de Caldas.